# Bounty Bob Strikes Back!
Bounty Bob Strikes Back! ist ein Jump-’n’-Run-Computerspiel, das 1984 von der Firma Big Five Software zunächst für den Atari 800 als Nachfolger des Spieles Miner 2049er (Micro Fun, 1982) veröffentlicht wurde.

## Spielprinzip und Technik
Ziel des Spiels ist es, mit der Spielfigur „Bounty Bob“ in je 25 individuellen Leveln ein Gerüst abzulaufen und dadurch den Gerüstboden vollständig einzufärben. Hierbei gibt es diverse Hindernisse, wie Staubsauger, Rutschen, Kanonen und Säureregen. Als Gegner gibt es 'schlechtgelaunte' mutierte Monster, die das Gerüst auf festen Bahnen ablaufen, sowie den Endgegner Yukon Yohan. Es gibt kein Scrolling des Bildschirmes (Single-Screen-Spiel).
Im Spielverlauf gibt es Leitern (Genre Platforms'n Ladders), Röhren, Transporter und Aufzüge, über die man auch die schwer zugänglichen Stellen des Gerüstes erreicht. Die Steuerung der Spielfigur ist relativ schwierig: Im Gegensatz zu dem Vorgänger Miner 2049er hat Bounty Bob keine konstante Sprungweite, sondern der Spieler muss sich während des Sprunges entscheiden wie weit dieser
ausfallen soll. Durch das Einsammeln von stilisierten Alltagsgegenständen (Schirm, Telefon, Bügeleisen, Gießkanne, …) werden
die Gegner für eine kurze Zeit 'freundlich', und dadurch gefahrlos beseitigbar. Ansonsten verliert man bei Berührungen oder durch Fall von größerer Höhe ein Spiele-Leben. Zudem gibt es ein Zeitlimit. Das Spiel ist mit zahlreichen Einstellungsmöglichkeiten ausgestattet, wie Cheats und versteckten Nachrichten.
Das Spiel kam mit 16 kb RAM aus, da es in ein ROM-Modul des Atari 800 passen musste. Die Grafik gegenüber der Vorgängerversion wurde für die damaligen Verhältnisse deutlich verbessert. Das Titelbild besteht aus gut animierten Vögeln, das Spiel selbst ist farbenfroher gestaltet. Der Musik-Anteil ist relativ gering.

## Rezeption
Die deutsche Happy Computer stellte heraus, dass sich gegenüber dem Vorgänger Miner 2049 nicht viel verändert hätte, das Spielprinzip sei aber auch weiterhin motivierend, und die Handhabung sei etwas verfeinert worden. Die Grafik des Spiels sei „eher mittelmäßig“, es verfüge aber über ein umfangreiches Menü für Spieleinstellungen. In Summe sei Bounty Bob Strikes Back! ein „sehr schönes Plattformspiel“. Der Aktuelle Software Markt erklärte die C64-Version des Spiels hingegen zum „Flop des Tages“ und begründete dies mit dem geringen Schwierigkeitsgrad sowie „stupidem Sound, flimmernder Blockgrafik (und) uralter Spielidee“.